# Ficus iodotricha
Ficus iodotricha är en mullbärsväxtart som beskrevs av Friedrich Ludwig Diels. Ficus iodotricha ingår i släktet fikonsläktet, och familjen mullbärsväxter. Inga underarter finns listade i Catalogue of Life.